# Gutach na Brisgóvia
Gutach na Brisgóvia (em alemão:  Gutach im Breisgau) é um município da Alemanha, no distrito de Emmendingen, na região administrativa de Friburgo, estado de Baden-Württemberg.